# Anning (Lanzhou)
Anning  léase An-Níng (en chino simplificado, 安宁区; pinyin, Ānníng qū) es un distrito urbano bajo la administración directa de la ciudad-prefectura de Lanzhou. Se ubica en la provincia de Gansu, centro-norte de la República Popular China. Su área es de 86 km² y su población total para 2010 fue cercana a los 300 mil habitantes.

## Administración
El condado de Anning  se divide en 8 pueblos que se administran en poblados.